# Мукки, Габриеле
Габриеле Мукки (итал. Gabriele Mucchi; 25 июня 1899[…], Турин — 10 мая 2002[…], Милан) — итальянский художник, график, иллюстратор, дизайнер, журналист и педагог; по образованию архитектор.

## Биография
Габриеле Мукки родился 25 июня 1899 года в городе Турине. В 1923 году он успешно окончил инженерно-архитектурный факультет Болонского университета.
Вскоре после окончания университета Мукки понял, в чём его настоящее призвание, и почти полностью отказался от архитектуры, чтобы посвятить себя живописи, следуя по стопам своего отца Антонио Марии. В 1926 году он переехал в Милан и уже в следующем году выставил свои работы вместе с новечентистами. В 1929—1931 гг. Мукки совершенствовал мастерство в Берлине, а с 1931 по 1934 год в Париже.
Он также начал работать художником-иллюстратором, сотрудничая с такими писателями, как Акилле Кампаниле («Ma che cos’è questo amore», 1927) и Чезаре Дзаваттини («Parliamo tanto di me», 1931, и «I poveri sono matti», 1937). Габриеле Мукки участвовал в Венецианской биеннале в 1930 году, а также в 5-й и 6-й Миланских триеннале с картинами и декоративными панно в 1933 и 1936 годах.

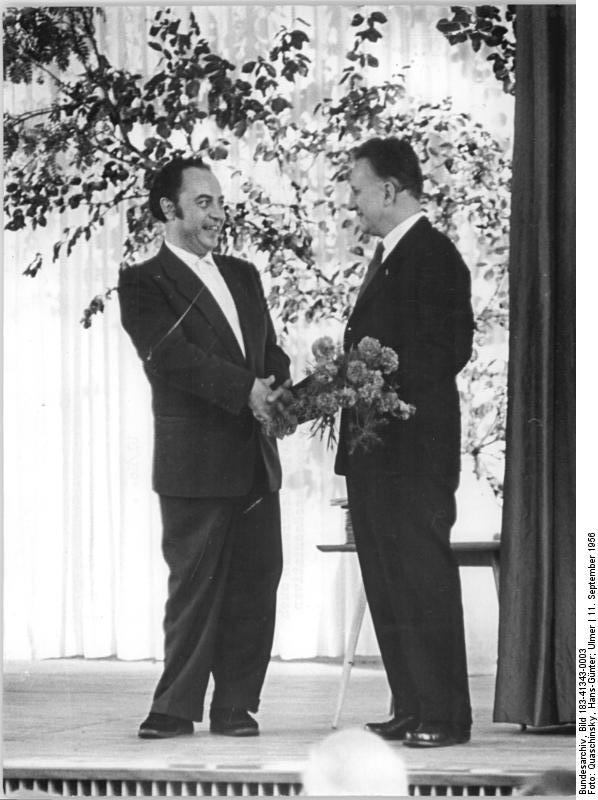
Габриеле Мукки и Берт Хеллер (1956 год)

Интеллектуал с антифашистскими идеями, Мукки Габриеле вошёл в состав движения «Корренте», которое сформировалось на базе закрытого фашистами, после начала Второй мировой войны, итальянского журнала «Corrente di Vita».
После свержения режима Бенито Муссолини 8 сентября 1943 года и ареста последнего, в Италии разразилась гражданская война, которая продолжалась вплоть до 2 мая 1945 года, когда и Муссолини и Гитлер были уже мертвы. Габриеле Мукки не смог оставаться в стороне и встал в ряды Итальянского движения Сопротивления, присоединившись к партизанам Валь д'Оссола.
В конце войны Мукки вернулся в Милан и стал работать в стиле реализма. Кроме того, послевоенная разруха заставила его частично вернуться к архитектуре: в 1947 году он участвовал в возведении жилого микрорайона QT8 в городе Милане, для которого также проектировал мебель. В том же году его работы были выставлены на 8-й Миланской триеннале.

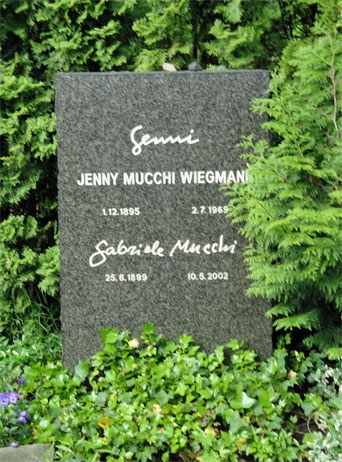
Могила Мукки и его первой Дженни Мукки-Вигманн

В 1956 году Габриеле Мукки пригласили в Академию художеств Вайсензе в немецкой столице, где он до 1961 года преподавал живопись, а с 1961 по 1963 год обучал студентов в Институте Каспара Давида Фридриха при Грайфсвальдском университете. Одновременно с этим он продолжал проводить выставки как в Германии, так и в Италии, а также продолжил свою карьеру в качестве декоратора и иллюстратора. В 1967 году он проиллюстрировал одно из итальянских изданий Вольтера.
В «Большой советской энциклопедии» даётся следующая оценка творчеству художника: «Произведения М. … посвященные актуальным темам (социальному протесту масс, антивоенному движению, жизни и борьбе трудящихся ≈ рабочих и рыбаков), отличаются конкретностью изображаемого драматические события, динамикой композиции с характерными ритмическими повторами форм, экспрессией рисунка и цвета…»
Габриеле Мукки умер 10 мая 2002 года в Милане на 103-м году жизни и был похоронен на Центральном кладбище Фридрихсфельде, рядом со своей первой женой Дженни Мукки-Вигманн (1895—1969), которая также посвятила свою жизнь искусству (во втором браке (1973 год) был женат на графическом дизайнере Сюзанне Арндт).